# 鐵樹花開
鐵樹花開是大愛電視台「大愛真實人生劇場系列」，全劇共12集，於2007年4月1日－2007年4月12日在大愛電視《大愛劇場》時段（台灣時間每天晚上8:00）播放。太保因此劇獲得第42屆金鐘獎「戲劇節目類男配角獎」。

## 演員列表
- 黃采儀-駱秀美，綽號「黑肉」
- 游安順-葉福山，綽號「頭仔」
- 太保-狗仔
- 王滿嬌-狗仔的媽媽
- 秋乃華-福山的媽媽
- 林鴻翔-阿龍
- 高麗紅-秋月
- 翁順興-狗仔的大哥
- 黃淑媛-碧玉姊
- 侯秀穎-工廠的領班